# برونو فيري
برونو فيري (بالفرنسية: Bruno Ferry)‏ هو لاعب كرة قدم فرنسي في مركز حراسة المرمى، ولد في 6 مايو 1967 في Châtel-sur-Moselle ‏ في فرنسا. لعب مع نادي باريس ونادي راون الرياضي.